# كفر شبراهور
قرية كفر شبرا هور هي إحدى القرى التابعة لمركز السنبلاوين في محافظة الدقهلية في جمهورية مصر العربية. حسب إحصاءات سنة 2006، بلغ إجمالي السكان في كفر شبرا هور 616 نسمة، منهم 328 رجل و288 امرأة.